# Petrell cabussador del Perú
El petrell cabussador del Perú (Pelecanoides garnotii) és un ocell marí de la família dels pelecanòidids (Pelecanòididae) d'hàbits pelàgics, que cria en caus a illes properes a la costa sud-americana del Pacífic, des del Perú cap al sud fins al centre de Xile. Es dispersa pel Pacífic, cap al sud fins a l'Illa Gran de Chiloé.